# Ісупови
Ісу́пови (рос. Исуповы) — присілок у складі Верхошижемського району Кіровської області, Росія. Входить до складу Верхошижемського міського поселення.
Населення становить 128 осіб (2010, 128 у 2002).
Національний склад станом на 2002 рік — росіяни 100 %.